# العلاقات البحرينية المصرية
العلاقات المصرية البحرينية تشير إلى العلاقات الثنائية بين البحرين وجمهورية مصر العربية. وهي علاقات متميزة حيث يزخر تاريخ العلاقات بين مصر والبحرين بالمواقف التي تعكس العلاقات الودية بين شعبيهما، ويؤكد هذا الأمر المواقف الداعمة والمُسانِدة من كلا الجانبين للآخر، التي ساهمت بالأساس في تعميق أواصر العلاقات الرسمية بين البلدين الشقيقين

## نبذة تاريخية
- تُشكِل العوامل الثقافية المُتمثِلة في اللغة والدين والتاريخ المشترك الدعائم الرئيسية لتلك العلاقات الوطيدة، وكما يسجل التاريخ العديد من المواقف السياسية الداعمة من الطرفين للآخر، يسجل أيضاً مواقف رمزية للتعبير عن أواصر العلاقات الثقافية بين البلدين الشقيقين، نذكر منها هدية البحرين المُتمثلة في نخلتها الذهبية المُرصَعة برُطبِها من اللآلئ، كأحد رموزها، التي أهدتها لمبايعة أمير الشُعراء «أحمد شوقي» في مطلع القرن الماضي، وسيفها الذهبي الذي أهدته لأديب نوبل «نجيب محفوظ» قبل نهاية القرن ذاته، وما تحمله كلاهما من رمزية للعلاقات التاريخية الودية والوطيدة بين الجانبين.
- ويذكر جميع أهل البحرين ومسؤوليها بكل الود والعرفان إسهام الخبرات المصرية البارز في مُختلف المجالات الإنمائية بالبحرين منذ ما يقرب من قرنٍ من الزمان، الذي كان أبرزه مُشاركة المُعلمين المصريين في إنشاء أول مدرسة خاصة بالبحرين عام 1919، ولا يزال التواجد المصري بارزاً بمملكة البحرين، ومتمثلاً في عمل مختلف الخُبراء والاستشاريين المصريين بالعديد من الوزارات والهيئات الحكومية والمؤسسات الخاصة بالمملكة.

## العلاقات السياسية

### الدعم المصري للبحرين
- كانت مصر سبَّاقة بإعلان الدعم الرسمي للبحرين طوال تاريخها، حيث كانت من أوائل الدول التي سارعت بالاعتراف باستقلال البحرين عام 1971 لمواجهة المزاعم الإيرانية، وتقديم أول سفير مصري لأوراق اعتماده بالمنامة عام 1973، حتى أقرت مصر رسمياً عام 2002 التعديلات الدستورية التي تحولت في أعقابها البحرين إلى النظام الملكي، وجاء موقف شيخ الأزهر خلال لقائه بالرئيس الإيراني على هامش القمة الإسلامية بالقاهرة في فبراير 2013، الذي أكد على ضرورة احترام الجميع لاستقلال البحرين وعروبتها وعدم التدخُل في شأنها الداخلي، ليضيف المزيد لرصيد الدعم المصري المستمر لسيادة المملكة وعروبتها.
- خلال الأزمة الداخلية التي شهدتها مملكة البحرين منذ فبراير 2011، توالت البيانات الرسمية الصادرة من وزارة الخارجية المصرية الداعمة للبحرين، والتي رحبت في فبراير 2013 ببدء الحوار الوطني الذي تولى تنسيقه وزير العدل والشؤون الإسلامية مع أطراف المُعارَضة البحرينية، كما أصدرت وزارة الخارجية المصرية أكثر من بيان، أدانت خلالهم استخدام العُنف بالبحرين خلال أعوام 12-2014، جاء آخرها إدانة وزارة الخارجية المصرية لتفجير منطقة «الدية» بالبحرين في مارس 2014، والذي أسفر عن مقتل ثلاثة رجال أمن بالمملكة، أحدهم إماراتي

### الدعم البحريني لمصر
- يشهد تاريخ العلاقات بين البلدين بالدعم الشعبي والرسمي المتبادل، حيث دعمت البحرين مصر عَبر كافة حركات التحرر الوطنية المصرية، وخلال كافة الأزمات التي واجهت الشعب المصري طوال القرن العشرين، والتي جاءت مُبادرَات البحرين الرسمية بالاعتراف بالحكومات والقيادات المصرية تأكيداً لهذا الدعم الشعبي البحريني لمصر، وخاصةً في اللحظات التاريخية الفارقة مثل ثورة يوليو 1952، ثُم كانت البحرين من أولى الدول العربية السبَّاقة لاستعادة علاقاتها بالقاهرة في نوفمبر 1987 عقب فترة القطيعة العربية التي أعقبت توقيع مصر على معاهدة السلام الإسرائيلية، واستمرت معالم الدعم البحريني لخيار الشعب المصري منذ قيام ثورة يناير 2011، وكانت أبرز الدول العربية والخليجية السباقة بتأييد ثورة الثلاثين من يونية 2013، حيث أكد قيادات المملكة دعم كافة القرارات التي تسُاهم في حفظ أمن واستقرار مصر.

## الزيارات الرسمية
- انعكست العلاقات الودية بين البلدين في الزيارات الرسمية المتواصلة بين قيادتي البلدين على مر التاريخ، استمرت الزيارات رفيعة المستوى بين البلدين خلال هذه الفترة، جاءت أبرزها زيارة رئيس الوزراء المصري الأسبق د. عصام شرف للبحرين في يوليو 2011، والتي صاحبه خلالها وزيرا الخارجية والتعاون الدولي من مصر، والتقى سيادته بكلٍ من: جلالة الملك، ورئيس الوزراء، ورئيسي مجلس النواب والشورى بالبحرين، وتم التأكيد خلال الزيارة على أن أمن البحرين هو خط أحمر لمصر، ثم زيارة العاهل البحريني الملك «حمد بن عيسى آل خليفة» للقاهرة في أكتوبر 2011، لتؤكدا على عُمق العلاقات الرسمية الوطيدة بين البلدين.
- استمرت أيضاً زيارات الجانب البحريني الرسمية للقاهرة مُتمثلةً في مُشاركة كلٍ من الشيخ/ خالد بن أحمد آل خليفة – وزير الخارجية – والسيد/ غانم البوعينين وزير الدولة البحريني للشؤون الخارجية في اجتماعات جامعة الدول العربية، كما ترأس وزير الخارجية البحريني وفد مملكة البحرين في أعمال قمة منظمة المؤتمر الإسلامي التي عُقدت بالقاهرة في فبراير 2013.
- شارك د. شاكر عبد الفتاح – وزير الثقافة الأسبق – في افتتاح فعاليات اختيار المنامة عاصمةً للثقافة العربية (فبراير 2012)، كما شهد د. صابر عرب - وزير الثقافة المصري – افتتاح المسرح الوطني بالمنامة، وذلك على هامش أعمال الدورة الثامنة عشر لوزراء الثقافة العرب التي عُقدت بالبحرين (نوفمبر 2012) برئاسة وزيرة الثقافة البحرينية الشيخة «مي بنت محمد آل خليفة».

## انظر ايضاً
- العلاقات الأرمنية المصرية
- العلاقات المصرية النيجيرية
- العلاقات المصرية الكينية
- العلاقات التونسية المصرية
- العلاقات المصرية الكندية